# Partit Democràtic d'Eritrea
Partit Democràtic d'Eritrea (Eritrean Democratic Party) fou un grup d'oposició d'Eritrea escindit el 2001 del Front Popular per la Democràcia i la Justícia (PFDJ), partit únic d'Eritrea que és l'antic Front Popular d'Alliberament d'Eritrea. En un congrés el desembre de 2009 es va acordar la unió amb el Partit Popular d'Eritrea que va entrar en vigor l'1 de gener de 2010 amb el nom de Partit Popular Democràtic d'Eritrea.